# 皮納福爾山
皮納福爾山（英語：Mount Pinafore）是南極洲的山峰，位於亞歷山大一世島北部，處於巴托克冰川和蘇利文冰川之間，海拔高度約1,100米，現時由南極條約體系管理。